# ريما مكتبي
ريما مكتبي (4 يوليو 1977) إعلامية لبنانية حاصلة على العديد من الجوائز.
بدأت كمذيعة للبرامج الترفيهية في تلفزيون المستقبل في لبنان، قبل أن تتجه عام 2005 إلى الأخبار في قناة العربية، ثم انتقلت في عام 2010 للعمل في سي إن إن لتقدم برنامج إنسايد ذا ميدل إيست، قبل عودتها مجددًا إلى قناة العربية في أكتوبر عام 2012. وكانت من ضمن الصحفيات العربيات التي عرفن بتغطتيهن لحرب لبنان 2006 بجانب نجوى قاسم. وتشتغل الآن مديرة مكتب العربية في المملكة المتحدة.

## النشأة والمسيرة المهنية
ولدت ريما مكتبي في بيروت لبنان. قُتل والدها وهي في سن الثالثة من عمرها في الحرب الاهلية، حين انهت دراستها الثانوية كانت تستعد لدخول الجامعة لدراسة الهندسة. لكنها دخلت معترك الإعلام في تلفزيون المستقبل والتي غيّرت توجهاتها. تخلت عن الهندسة ودخلت الجامعة اللبنانية الأميركية حيث حصلت على دبلوم في الصحافة وماجستير في العلاقات الدولية. بدأت مهنتها في الإعلام في سن ال18 قبل مرحلة التعليم الجامعي. أمضت خمسة أعوام في تقديم البرامج الفنية والترفيهية، ولكنها لم تحقق ذاتها في تلك المجالات.

## حياتها العملية

### بدايتها مع تلفزيون المستقبل
رفض أهلها عملها في التلفزيون لكنها بدأت كمذيعة في تلفزيون المستقبل عام 1996 بتقديم حالة الطقس لمدة عشر سنوات. بعدها توالت البرامج عليها فقدمت برنامج تيلي فن  عالم الصباح والليل المفتوح وبرنامج المسابقات شوفا وخدا وتغطية مهرجان هلا فبراير في الكويت عام 1999 وليلة أنس  مع الممثل باسم ياخور تبعها ريما وين، وآخرها كان برنامج أصحاب المأخوذ عن البرنامج الأمريكي Best friends حتى العام 2001.

### إنتقالها للبرامج السياسية
لم تحب العمل في البرامج الترفيهية فانتقلت إلى الصحافة المكتوبة لتعمل في قسم التحقيقات في صحيفة النهار ببيروت عام 2002، بعدها تعرفت ريما على الإعلامي والنائب الراحل جبران تويني في ورشة إعلامية في الجامعة تحولت إلى الصحافة المكتوبة، لتغادرها بعد فترة قصيرة إلى الصحافة المرئية فعملت في قناة العربية الفضائية والتي كان لها دور في ظهورها الإعلامي. حيث عملت كمذيعة للاخبار من 2005 إلى 2010 وحصلت على شهرة بعد تغطيتها للحرب الإسرائيلية على لبنان عام 2006. وانتقلت بعدها إلى استوديوهات القناة في دبي للعمل كمذيعة للأخبار بعدها اعلنت انضمامها إلى شبكة سي إن إن في 5 أبريل عام 2010 إنترناشيونال لتقدم البرنامج الشهير داخل منطقة الشرق الأوسط عام 2007حيث قامت بقل الثقافة والاخبار العربية للمشاهد الأجنبي. وبعد مرور عامين عادت إلى قناة العربية وكتبت ريما على صفحتها الرسمية في الفيس بوك آنذاك
(شكرا للاستقبال الدافئ من الزملاء في قناة العربية. سعيدة جدا بعودتي بعد أكثر من سنتين ثرية بالتجارب في قناة ال «سي إن إن»)

## تقارير صحفية بارزة

### حرب لبنان 2006
عٌرفت ريما على مستوى دولي عندما قامت بتغطية حرب لبنان 2006. والتي استمرت من يوليو إلى سبتمر 2006. فقنوات التليفزيون العربية مثل قناة الجزيرة والمؤسسة اللبنانية للإرسال أرسلت عددًا من الصحفايات إلى أرض المعركة لأول مرة. قالت الصحفيات أنهن لم يتم تدريبهن على تغطية الحروب قبل أن يتم أرسالهن. وفي وقت الحرب كانت ريما «مصورة صحفية مبتدئة» لكنها استطاعت الحصول على تغطية حصرية لقناة العربية.

الصحفين في الحرب كانوا أغلب الوقت تحت القصف. وقال ريما أن أسرائيل استهدفت الصحفيين، موظفيين الهلال الأحمر الدولي طالبت الصحفيين بالابتعاد عن عمال الإغاثة عند السفر في الحافلات الصغيرة حافظًا على سلامة أرواح عمال الإغاثة. قُتلت الصحفية اللبنانية ليال نجيب بسبب صاروخ إسرائيلي خلال الحرب. الحرب بين لبنان وإسرائيل أنتجت سببت في مقتل 1191 لبناني مع الافات من المصابين والنازحين. ريما قالت في حوار تليفزيوني عن تجربتها في تغطية الحرب «فقد رأينا الموت بأعيننا.»

قامت النساء بتغطية حروب سابقة، مثا سناء الجاك صحفية كتابية من الشرق الأوسط. لكن قنوات التلفيزيون قامت بأرسال عدد أكير من الصحفيات لساحة الحرب. بعض الصحفيات من العراق كن بالفعل يقمن بالتغطية. يعض الوكلات الاخبار مثل العربية جعلت النساء نصف الطاقم الصحفيين. في هذه الحرب، تطوعت الصحفيات لهذه المهمة.

## قناة العربية
ريما مكتبي كانت صحفية ومذيعة في قناة العربية لمدة خمس سنوات. أعلنت العربية رحيلها إلى قناة سي إن إن في منتصف 2010 لفترة شهرين حيث ستعمل مقدمة لها. في وقت عملها بقناة العربية نقلت ريما تقارير مهمة مثل انتخابات العراق ولبنان، والحرب في لبنان بين مسلحين قوى الأمن الداخلي وفتح الإسلام اللبناني في مخيم فلسطيني مخيم نهر البارد في عام 2007، وقمم جامعة الدول العربية القمة العربية 2007 وقمة الدوحة عام 2009، والمنتدى الاقتصادي العالمي في دافوس، إضافة إلى انتخابات الرئاسة الأمريكية 2008.

وفي أكتوبر 2012، أعلنت قناة العربية عن رجوع ريما بعض مضيها سنتين في قناة سي إن إن.

## برنامج قناة سي إن إن: «داخل الشرق الأوسط»
عملت ريما لصالح قناة سي إن إن لمدة عامين من أكتوبر 2010 إلى أكتوبر 2012. بينما كانت ريما في سي إن إن كانت مقدمة برنامج 'داخل الشرق الأوسط' وانتجت أكثر من مئة حلقة. في هذه الفترة غطت ريما عدد من الأحداث المهمة مثل الربيع العربي المتمثل في الثورة التونسية وثورة 25 يناير الثورة المصرية، والاحتجاجات الأردنية 2011-2012 وثورة البحرين. قامت بتغطية للحرب الأهلية السورية من مكاتب سي إن إن في أطلنطا ولبنان وجورجيا حيث أن المراسلين الأجانب لم يكن من المسموح لهم دخول سوريا.

## زواجها
في شهر ديسمبر من عام 2016 تزوجت من الاعلامي السعودي عبد الرحمن الراشد.

## الجوائز
حصلت ريما على جائزة لتغطيها حرب لبنان وإسرائيل عام 2006، والتي كانت قد منحتها أياها الجامعة الأمريكية بلبنان في بيروت ومؤسسة الشيخ محمد بن راشد في دبي.